# المسيحية في جمهورية الكونغو الديمقراطية

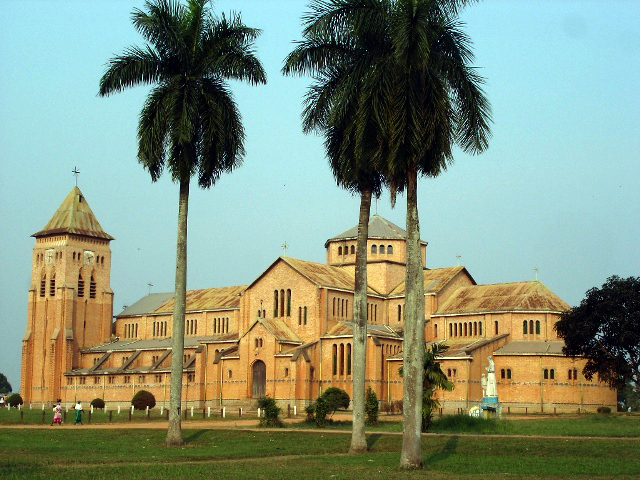
كاتدرائية كينشاسا في عاصمة جمهورية الكونغو الديمقراطية.

المسيحية في جمهورية الكونغو الديمقراطية هي الديانة السائدة والمهيمنة، إذ تُشكّل حوالي 96% من مجمل السكان. تتصدر الطوائف المسيحية الكنيسة الرومانية الكاثوليكية التي يتبعها 50% من سكان البلاد، ثم البروتستانتية مع حوالي 39%، ثم الطوائف المسيحية الأخرى بنسبة 7% وأخيراً الكنيسة الأرثوذكسية بنسبة 0.1%. يرتبط تاريخ المسيحية في منطقة الكونغو الحديثة ارتباطًا وثيقًا بتاريخ التوسع الإستعماري الأوروبي، ولكنها على خلاف دول أفريقيا جنوب الصحراء؛ سبق الوجود المسيحي في المنطقة التدافع على أفريقيا في القرن التاسع عشر، حيث وصلت المسيحية لأول مرة في مملكة الكونغو عام 1491 مع المستكشفين البرتغاليين.
للكنيسة الرومانية الكاثوليكية تأثير كبير في جمهورية الكونغو الديمقراطية ويظهر ذلك في المجال التعليميّ والصحيّ والاقتصاديّ، إذ يدرس حوالي 60 في المئة من طلاب المدارس الابتدائية في البلاد وأكثر من 40 في المئة من طلاب المدارس الثانوية في البلاد في مدارس كاثوليكية. وتُعد جامعة لوفانيوم الكاثوليكية والتي بنيت من قبل الرهبان اليسوعيين عام 1954 أول جامعة في البلاد. وتدير الكنيسة شبكة واسعة من المستشفيات والعيادات، وكذلك العديد من المؤسسات الاقتصادية، بما في ذلك المزارع والمخازن ومتاجر الحرفيين.

## تاريخ

### مملكة الكونغو

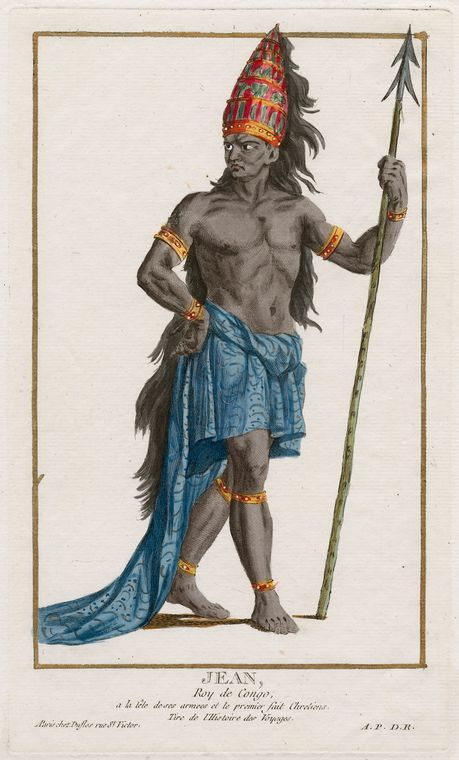
جواو الأول؛ أول ملك مسيحي لمملكة الكونغو.

لدى المسيحية في جمهورية الكونغو الديمقراطية تاريخ فريدة مقارنةً بدول أفريقيا جنوب الصحراء، إذ أنّ الوجود المسيحي سبق التدافع على أفريقيا، حيث وصلت المسيحية لأول مرة في مملكة الكونغو عام 1491، مع المستكشفين البرتغاليين، وكان ديوغو كاو وهو مستشف برتغالي وأحد رواد عصر الاستكشاف أول أوروبي سجل أنه رأى إقليم الكونغو ودخله. ترك كاو رجاله في الكونغو وأخذ معه نبلاء الكونغو إلى البرتغال، ومن ثم عاد مع نبلاء كونغو في عام 1485. في تلك المرحلة تحول الملك الحاكم نزينغا نكو إلى المسيحية، وإتخذ إسمًا مسيحيًا وهو جواو الأول تيمناً بملك البرتغال جواو الثاني. وكان التواجد البرتغالي في المنطقة ابتداءاً من نهاية القرن السادس عشر الميلادي في أطار ما كان يسمى بالكشوفات الجغرافية، بعد بمثابة عامل من أهم العوامل التي أدت إلى سقوط مملكة الكونغو خصوصًا مع إقامة البرتغاليين في البداية علاقات مع ملك الكونغو كما اصطحبوا الكثير من رجال الدين المسيحيين للقيام بمهمة نشر الديانة المسيحية حتى أن الملك نزينغا نكو نفسه اعتنق المسيحية عام 1491 وشجع البعثات التبشيرية المسيحية لدخول المملكة، ومن ثمة الشروع في عملية تنصير كبيرة، إضافة إلى بناء المدارس على غرار ما فعله اليسوعيين الذين بنوا مدرسة لحوالي 600 تلميذ. وتذكر المصادر أن ملك الكونغو أرسل إبنه لوكيني لوا نزينغا للبرتغال ليصبح أسقفًا وأول رجل دين كاثوليكي من أفريقيا جنوب الصحراء في تاريخ الكنيسة الكاثوليكية والذي دعي لاحقاً باسم هنريك.
وأدى اعتناق نزينغا مبمبا أفونسو المسيحية لاحقاً، والذي حكم مملكة الكونغو من عام 1506 حتى 1542 ودعي باسم الملك ألفونسو الأول، إلى حملة تحديث واسعة في البلاد وكانت من نتائجها تحول سكان المملكة إلى المسيحية وقام بإعلان المذهب الكاثوليكي دين الدولة الرسمي. واعتمدت مملكة كونغو شكلاً من أشكال الكاثوليكية واعترفت به البابوية، وتم الحفاظ على هذه المعتقدات لما يقرب من 200 سنة. وعمل الملك أفونسو لإنشاء نسخة قابلة للحياة من الكنيسة الرومانية الكاثوليكية في كونجو، مما وفر دخلاً من الأصول الملكية والضرائب التي قدمت رواتب لعمالها. ومع وجود مستشارين من البرتغال مثل روي دوجيار، وهو قسيس ملكي برتغالي أُرسل للمساعدة في تنمية كونغو الدينية، ابتكر أفونسو نسخة مسيحية توفيقية من شأنها أن تظل جزءًا من ثقافة المملكة، ودرس الملك أفونسو نفسه بشدة لهذه المهمة.
عانت كنيسة مملكة الكونغو من النقص من رجال الدين المرسومين، وعوضت عن ذلك من خلال توظيف العلمانيين ذوي الحضور القوي، وكان العلمانيين الكاثوليك من المعلمين الكنغوليين من هذا النظام، وتم توظيفهم من النبلاء والمدربين في مدارس المملكة الكاثوليكية، وقاموا بتدريس التعليم الديني والخدمات الدينية للسكان المسيحيين المحليين والمتنامية أعدادهم في مملكة الكونغو. وتولى اليسوعيين مهمة تعليم الشباب من السكان المحليين في الكونغو على محمل الجد، وفي 1624 أقام اليسوعيين مدارس للتعليم المسيحي، ولكن على خلاف مهامهم في الصين والهند، حيث قاموا بدمج التقاليد المحلية مغ المسيحية لم تكن تؤخذ القيم الأفريقية على محمل الجد، حيث حاول المبشرون إلى فرض معايير وأشكال الثقافة الأوروبية التي كانت مألوفة. حاليًا تعد الكنيسة الرومانية الكاثوليكية أكبر الطوائف الدينية في أنغولا وهي القسم الناطق باللغة البرتغالية في مملكة كونغو السابقة، إلى جانب جمهورية الكونغو الديمقراطية وجمهورية الكونغو.

### الحقبة الإستعمارية

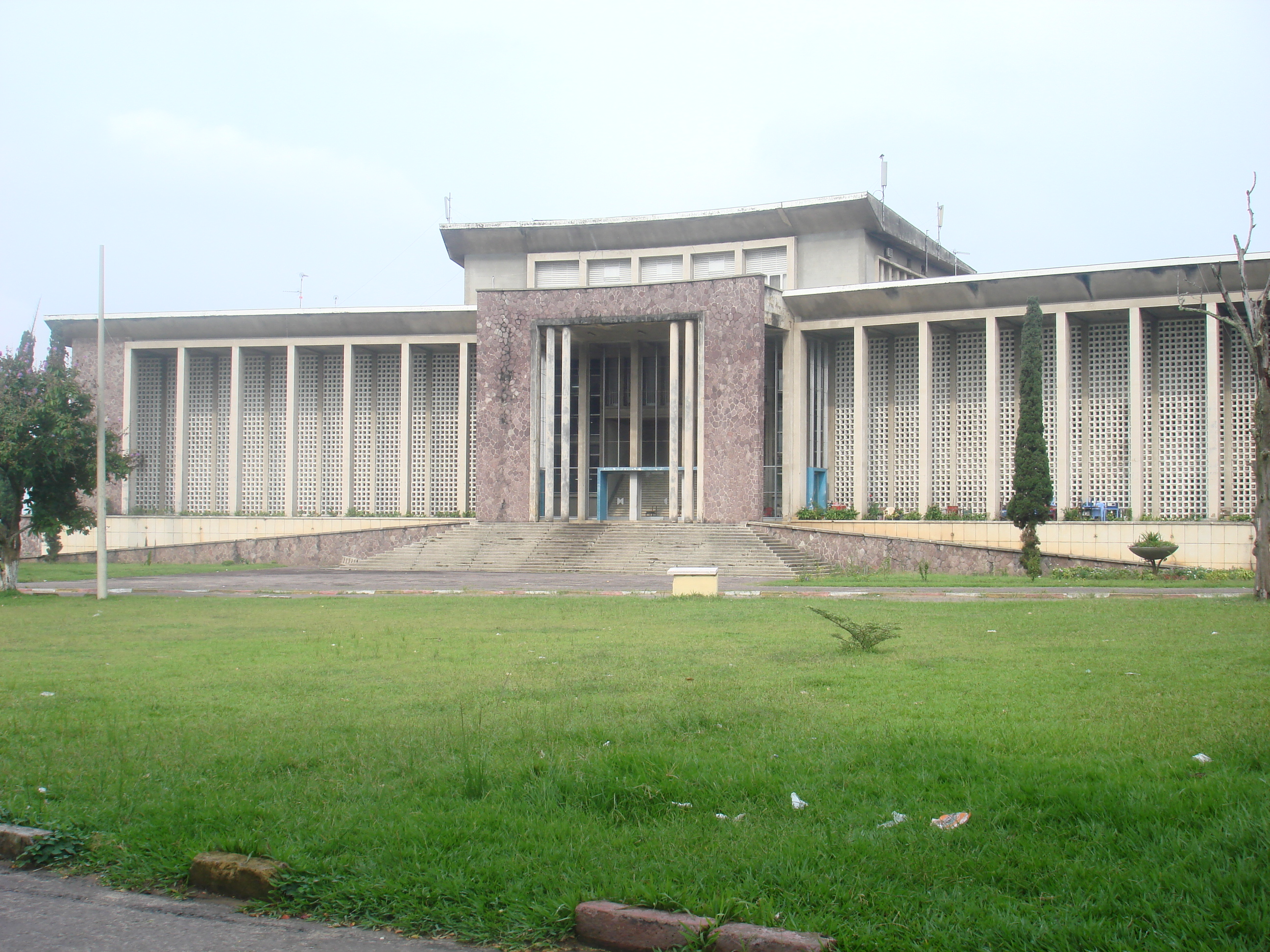
"جامعة لوفانيوم الكاثوليكيَّة"، بُنيت في عام 1954.

حدث توسع أكبر في انتشار المسيحية تحت الحكم الإستعماري البلجيكي. في عام 1885، أنشأ ليوبولد الثاني ملك بلجيكا مستعمر في وسط أفريقيا عرفت باسم دولة الكونغو الحرة والتي ضمتها بلجيكا في عام 1908 باعتبارها الكونغو البلجيكية. وفي ظل نظام دولة الكونغو الحرة والكونغو البلجيكية، تم تشجيع البعثات التبشيرية المسيحية على العمل في الكونغو كجزء من المهمة الحضارية التي كانت بمثابة مبرر للمشروع الإستعماري للرأي العام الأوروبي. لعب المبشرين دورًا هامًا في نشر التعليم خلال الفترة الإستعمارية، وقد ساعدت البعثة الكاثوليكية على سبيل المثال، في إنشاء أول جامعة في الكونغو، وهي «جامعة لوفانيوم» في عام 1954. وبحسب العالم السياسي روبرت ودبيري وجد من خلال الإحصاءات إلى القول بأن البعثات البروتستانتية كانت عاملاً مساعدًا هامًا في نشر الحرية الدينية، والتعليم، والديمقراطية. ولعب التفسير الحرفي للتوراة عند مسيحيين جمهورية الكونغو الديمقراطية دوراً هامّاً في تثبيت ختان الذكور في هذا البلد.
سيطرت الكنيسة الرومانية الكاثوليكية على النظام التعليمي في الكونغو البلجيكية، كما كان الحال بالنسبة لمملكة بلجيكا في ذلك الوقت، وفي بعض الحالات النادرة، من قبل الكنائس البروتستانتية. عكست المناهج القيم المسيحيَّة والغربيَّة. حتى في عام 1948 أدارت البعثات التبشيريَّة المسيحيَّة حوالي 99.6% من المرافق التعليميَّة، وكان تعليم السكان الأصليين دينيًا ومهنيًا بشكل رئيسي. تلقى الأطفال التعليم الأساسي مثل تعلم القراءة والكتابة وبعض الرياضيات. كانت الكونغو البلجيكية واحدة من المستعمرات الأفريقيَّة القليلة التي تم تدريس اللغات المحلية في المدرسة الابتدائية، ومنها لغة اللينغالا ولغة تشيلوبا والسواحليَّة. وأفتتحت الجامعة اليسوعية الكاثوليكية في لوفانيم في مثابة الجامعة الأولى في الكونغو البلجيكية، وتأسست بالقرب من ليوبولدفيل، وفتحت أبوابها أمام الطلاب السود والبيض في عام 1954. قبل تأسيس جامعة لوفانيام اليسوعيَّة، قامت جامعة لوفان الكاثوليكية بتشغيل العديد من المعاهد للتعليم العالي.

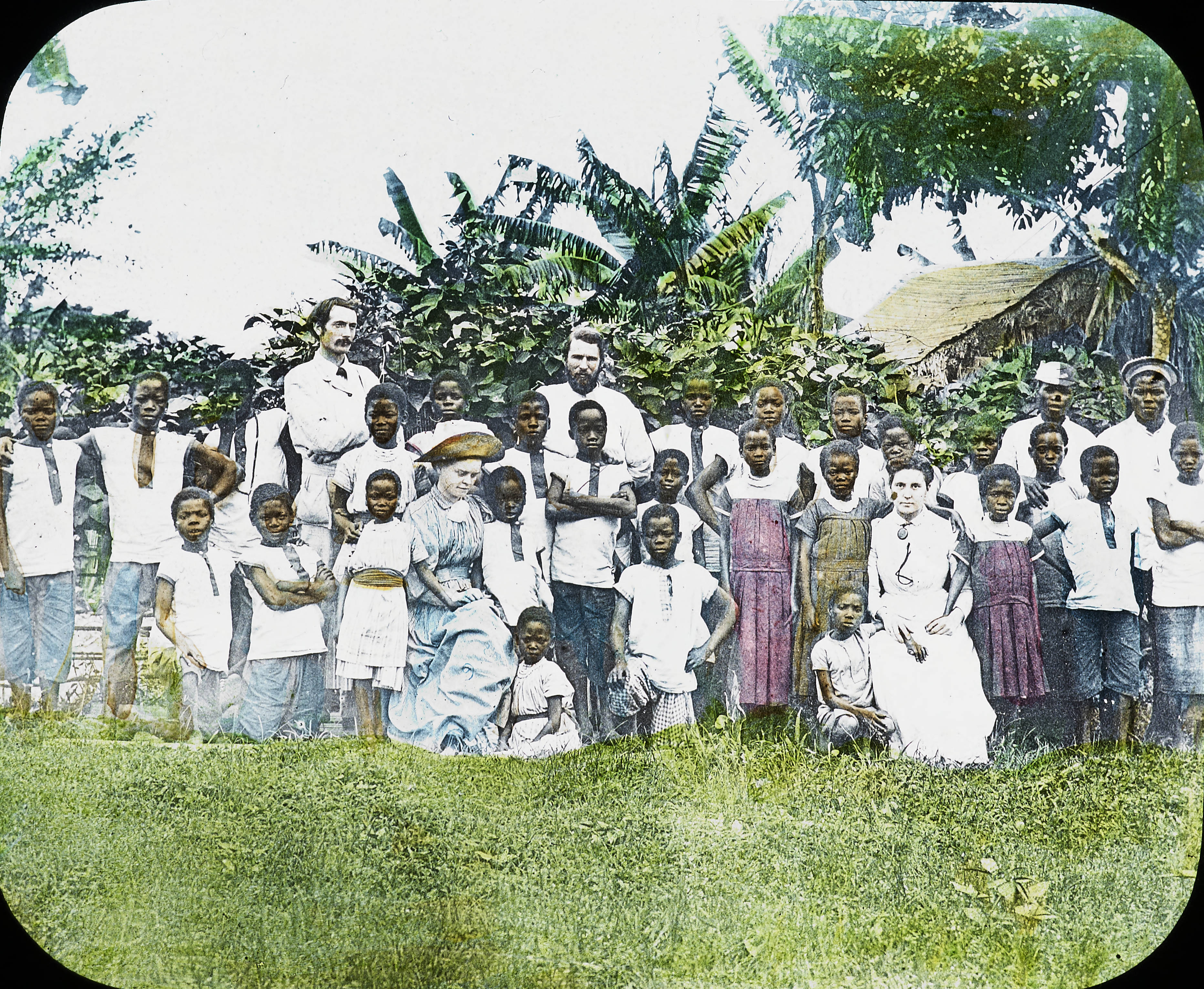
صورة تاريخيَّة جماعيَّة لكونغوليين تحولوا للبروتستانتيَّة في عام 1883.

ويعود أول نشاط للمبشرين البروتستانت في البلاد، منذ عام 1878 عندما تأسست البعثة البروتستانتية الأولى في الكونغو. العلاقات المبكرة بين المبشرين البروتستانتية والدولة الإستعماريَّة لم تكن دافئة. أثناء حكم دولة الكونغو الحرة (1885-1908)، قام بعض من المبشرين البروتستانت بنشر وثائق عن الانتهاكات التي كانت تقوم بها الرابطة الدولية في الكونغو ضد السكان المحليين خلال عمليات جمع وبيع العاج والمطاط والمعادن في حوض الكونغو العلوي. في نهاية بعثته كتب روجر كسمنت تحقيقه في كتاب صار يعرف لاحقاً ب”التقرير حول الكونغو”، وأثار ردود فعل كبيرة في لندن. وأعتبر هذا الكتاب لاحقاً من أوائل الكتب التي بلورت مفهوم “حقوق الإنسان”. وساعدت هذه الأدلة إلى القيام بحملات انتقادات دولية؛ وقد أدى ضغط الرأي العام والمناورات الدبلوماسية إلى نهاية حكم ليوبولد الثاني ملك بلجيكا وإلى ضم الكونغو على أنها مستعمرة بلجيكية، لتعرف باسم الكونغو البلجيكية. ونُقلت تقارير شهود العيان من المبشرين مثل وليام هنري شيبارد على أنها محاولات من قبل البروتستانت لتشويه سمعة الدولة البلجيكيَّة.
كان موقع الكنائس البروتستانت خارج معادلة الثالوث الإستعماري في الكونغو البلجيكية والذي ضم مؤسسات الدولة، والكنيسة الكاثوليكية، والشركات، وبالتالي لم تتمتع البعثات البروتستانتية بدرجة ممثالة من الثقة الممنوحة للكنيسة الكاثوليكية. يظهر ذلك من خلال الدعم الحكومي للمستشفيات والمدارس، إذ خصصت حكومة الكونغو البلجيكية أموال ومساعدات بشكل حصريا للمؤسسات الكاثوليكية حتى بعد الحرب العالمية الثانية. في عام 1925 كان الطبيب آرثر لويس بايبر والمبشر من الكنيسة الميثودية، الطبيب الأول الذي قام باستخدام الدواء لعلاج داء المثقبيات الأفريقي. وتوسعت البنية التحتية للرعاية الصحية بشكل مطرد طوال الفترة الإستعماريَّة، مع توفر أسرة المستشفيات نسبياً بالمقارنة مع السكان ومع وجود مستوصفات في المناطق النائية. وفي بلجيكا، تأسست جمعية مكافحة الرق البلجيكية في عام 1888 من قبل المثقفين الكاثوليك، والتي هدفت إلى إلغاء تجارة العبيد عند العرب.

### الاستقلال

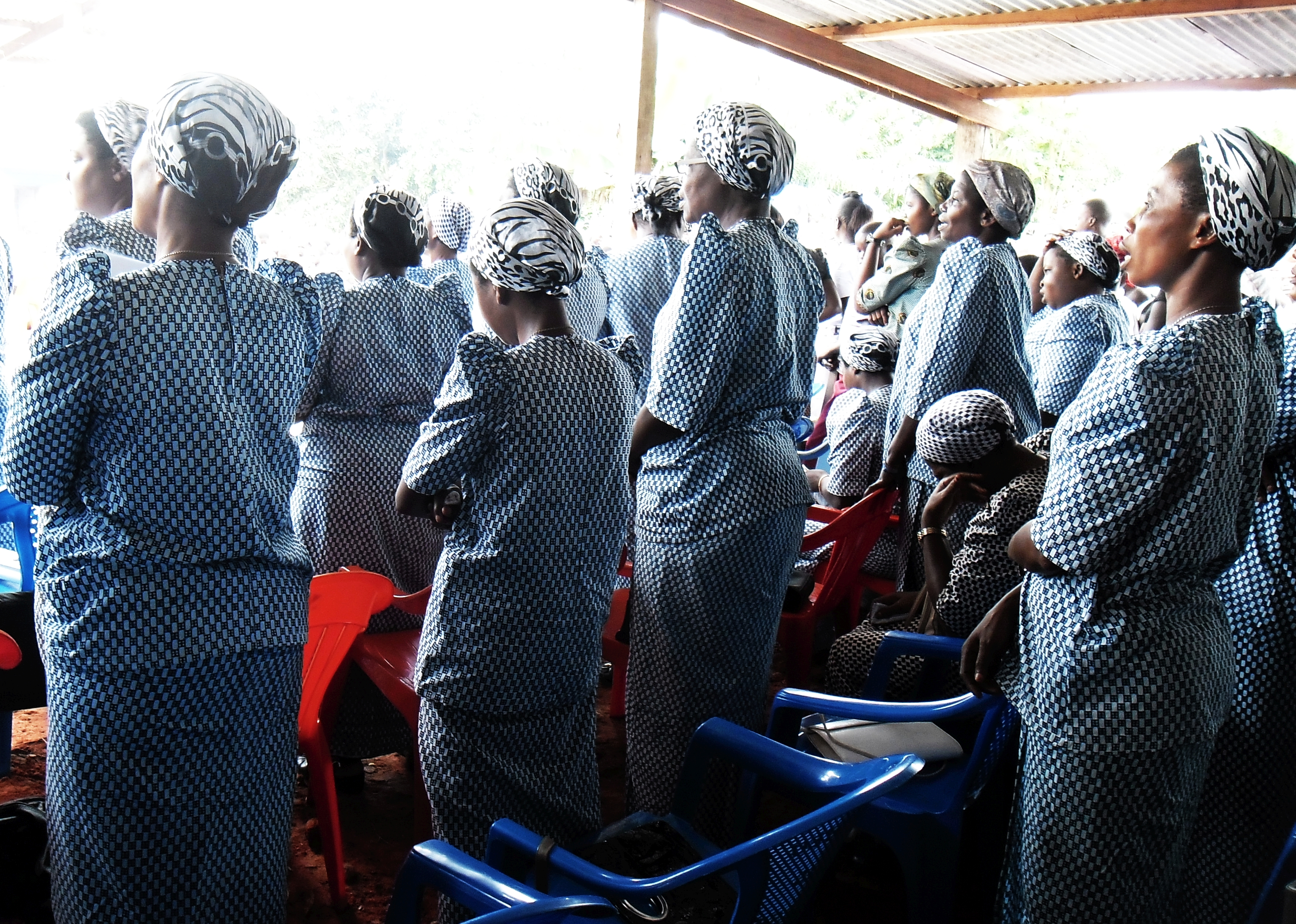
راهبات كاثوليكيات يؤدون الصلوات في بلدة باسنكوسو.

في فترة ما بعد الاستقلال، نمت عدم الثقة بين الكنائس المسيحية والدولة، وتفاقمت في أوائل السبعينات من القرن العشرين من خلال محاولات الحكومة الزائيرية الجديدة فرض العلمانية على كافة المجالات التعليميَّة. وظلت التوترات قوية بين الكنيسة والدولة خلال الثمانينات وفي التسعينات من القرن العشرين. في يونيو من عام 1981 قام مجلس الأساقفة بنداء ضد النظام وضد الفساد والوحشية وسوء الإدارة وعدم احترام كرامة الإنسان التي انتهجتها الحكومة وفقًا لآراء الكنيسة. انتقد موبوتو سيسي سيكو الغاضب من خلال تحذير التسلسل الهرمي الكاثوليكي من البقاء بعيدًا عن السياسة؛ كما قام بتمركز مقاتلي حركة العدل والمساواة في جميع أماكن العبادة لمراقبة المواقف الكهنوتية. ومن قبيل الصدفة، شنت أطراف محظورة هجمات ومحاولات لشن هجمات خلال الأشهر التالية ضد عدد من رجال الدين الكاثوليك ذوي المراتب العالية؛ منها منزل الكاردينال مالولا على سبيل المثال، حيث تعرض لهجوم وقتل حارس الليل. ونصح الكاردينال الزائيريين قبل الانتخابات الرئاسية عام 1984 بالتشاور مع ضمائرهم قبل الإدلاء بأصواتهم؛ وقد استنكرت الحكومة هذا العمل باعتباره حماسة دينية. وفي عام 2017 قادت الكنيسة الكاثوليكية في الكونغو الديمقراطية وساطة لإنهاء الأزمة السياسية في البلاد والتوصل لحكم ينهي حكم الرئيس جوزيف كابيلا بشكل سلمي. ولعبت الكنيسة الكاثوليكية في الكونغو الديمقراطية التي تتمتَّع بتأثيرٍ كبيرٍ في الحياة السياسية دورًا محوريًّا في الوساطة والتوصل إلى اتفاق سلام في البلاد بين جوزيف كابيلا والمعارضة تعهَّد فيه على انتقال السلطة لرئيس جديد من خلال انتخابات نزيهة، والتي تأجلت في عام 2016 وعام 2017. وقد عارضت الكنيسة استمرار كابيلا في الحكم بعد انتهاء ولايته الثانية وفقًا للدستور، ورأت أنه كان من المفترض أن يتنحى في عام 2016.
لقد استفاد الإعلام الكنسي من حرب الفضاء الإعلامية، فأنشأ أول إذاعة خاصة له في كينشاسا بعد الاستقلال مباشرة عام 1960، ولاحقاً تمّ إنشاء «راديو سانقومالامو» التابعة للكنيسة الإنجليكانية منذ 1993، بالإضافة إلى «راديو كاثوليك أليكا» الذي أنشئ في 1995، و«راديو وتلفزيون رسالة الحياة» الذي أنشئ في 1996 ويتبع للقسيس ميرناندو كوينت، وغيرها. وهذه الإذاعات تقدّم برامج ثقافية ودينية بالإضافة إلى برامج التنمية المستدامة للرجل والمرأة؛ وهو ما جعل للكنيسة دوراً أكبر تجاه المواطن الكونغولي والتأثير في اتجاهاته وسلوكه. وفي كينشاسا يوجد 13 قناة إذاعية وتلفزيونية تابعة للكنيسة. الاقتصاد في البلاد هو بأيدي المسيحيين، ومشاركة المسلمين ضئيلة جداً في تنمية البلاد، فالكنيسة بما تجده من دعم وإمكانيات تهيمن على مشروعات التنمية والبنى التحتية في البلاد.

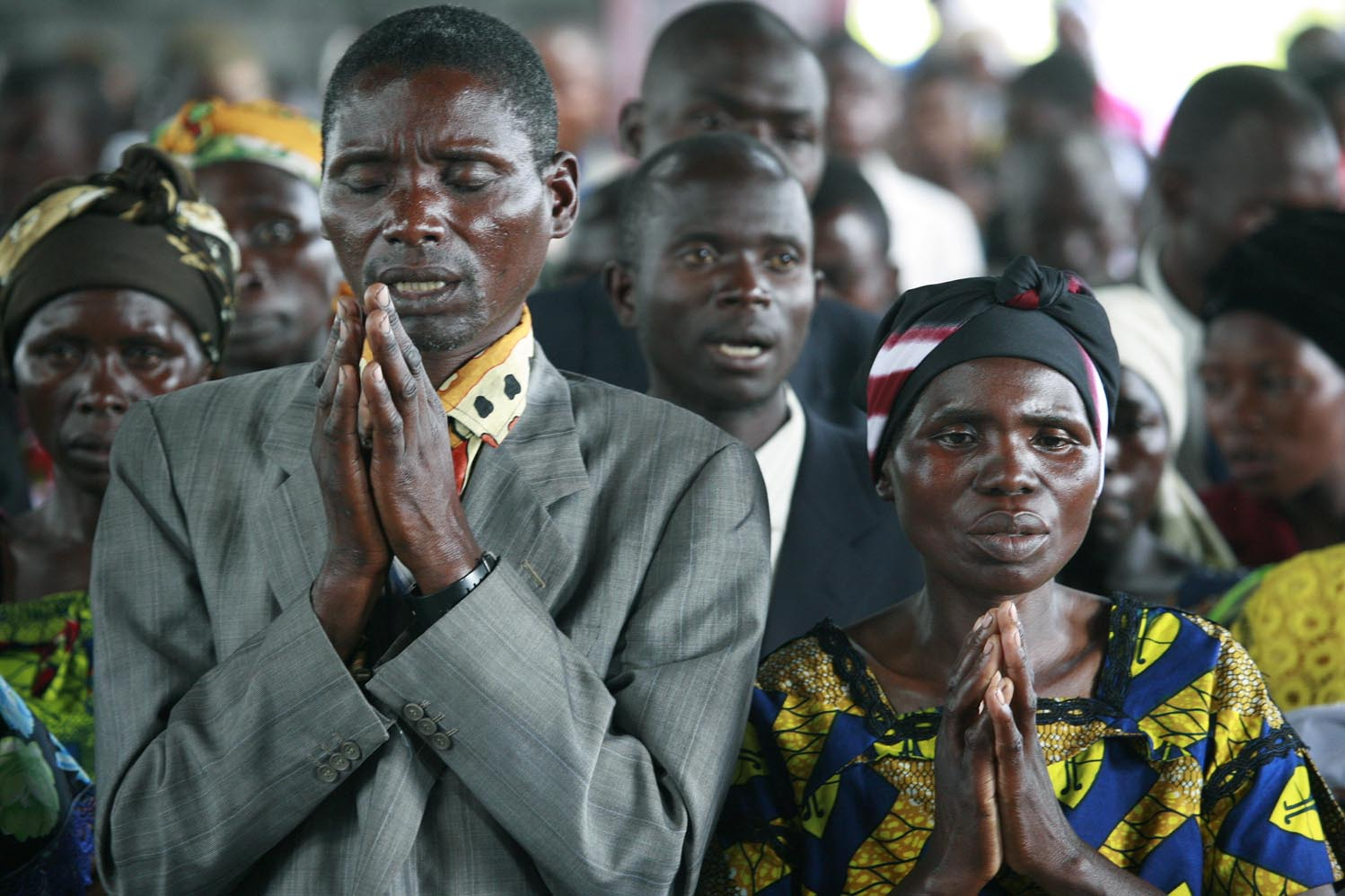
مسيحيون يقومون بإداء الصلاة في بلدة غوما.

منذ عام 2014، حدثت تفجيرات متقطعة عنيفة ضد المسيحيين في كيفو الشمالية كجزء من الصراع الجاري في كيفو. وقد ارتكبت مجازر راح ضحيتها قرابة 645 شخصًا من قبل الجماعة المتمردة للقوات الديمقراطية المتحالفة الإسلامية والتي اضطرت إلى حد كبير إلى الخروج من أوغندا المجاورة. في عام فبراير من عام 2018 نظمت الكنيسة الكاثوليكية احتجاجات ضد الرئيس جوزيف كابيلا، حيث كان ينبغي أن تنتهى فترة ولاية جوزيف كابيلا، الذي جاء إلى السلطة عام 2001، لكنه تأخر مرارًا وتكرارًا في إجراء الانتخابات والتي أعيدت جدولة موعدها في ديسمبر والتي منع بموجبها الدستور من الترشح، ما أدى إلى أن تضرب 100 كنيسة في كينشاسا أجراسها إيذاناً بانتهاء عهد كابيلا. ونظمت الكنيسة الكاثوليكية حملة أسبوعية، وهي واحدة من المؤسسات القليلة في الكونغو التي تعمل بشكل جيد، وسط ما تغط فيه الدولة من فساد، فإنها تفعل أكثر بكثير من مجرد تلبية الاحتياجات الروحية لروادها، كما توفر التعليم والرعاية الصحيَّة، وتلعب دوراً هاماً على مستوى السياسة.
وجدت دراسة الدين والتعليم حول العالم قامت بها مركز بيو للأبحاث عام 2016 أنَّ المسيحيون يتفوقون تعليميًا في جمهورية الكونغو الديمقراطية على المسلمين حيث أنَّ حوالي 8% من المسيحيين الكونغوليين غير حاصلين على تعليم رسمي مقابل 40% من المسلمين الكونغوليين، وعزا بعض علماء الاجتماع ذلك إلى جوانب تاريخية مثل الأنشطة التبشيرية المسيحية خلال فترات الاستعمار الغربي، ويشير روبرت د. ودبيري عالم اجتماع في جامعة بايلور أن للمُبشرين البروتستانت في أفريقيا «كان لهم دور فريد في نشر التعليم الشامل» بسبب الأهمية الدينية لدراسة وقراءة الكتاب المقدس، حيث قام المُبشرين في ترجمة الكتاب المقدس للغات المحليَّة وفي إنشاء المدارس لتعزيز معرفة القراءة والكتابة، ويشير ناثان نان أستاذ الاقتصاد في جامعة هارفارد أنَّ التعليم «هو المكافأة الرئيسية قبل المبشرين لجذب الأفارقة للمسيحية». كما وشجع المبشرين البروتستانت على تعليم المرأة ومحو الأمية بين النساء.

## ديموغرافيا

### احصائيات
| المصدر                   | مسيحية (مجمل) | كاثوليكية | بروتستانتية | إسلام | آخرون | مصادر |
| ------------------------ | ------------- | --------- | ----------- | ----- | ----- | ----- |
| وزارة الخارجية الأمريكية | 90%           | 50%       | 35%         | 5%    | 5%    |       |
| مركز بيو للأبحاث         | 96%           | 47%       | 48%         | 1.5%  | 2.5%  |       |
| كتاب حقائق العالم        | 80%           | 50%       | 20%         | 10%   | 10%   |       |

## الطوائف

### الكنيسة الرومانية الكاثوليكية

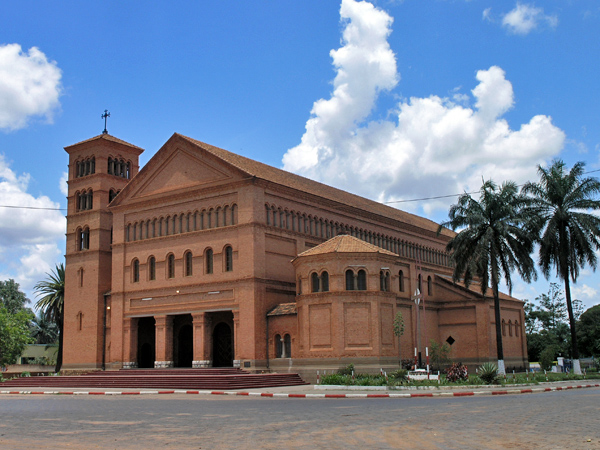
كاتدرائية بطرس وبولس في لوبومباشي.

تضم جمهورية الكونغو الديمقراطية حوالي 35 مليون كاثوليكي ويمثلون حوالي نصف مجموع السكان. ويتوزع الكاثوليك على ستة مطرانيات وواحدة وأربعين أبرشية. للكنيسة الرومانية الكاثوليكية تأثير كبير في جمهورية الكونغو الديمقراطية. يظهر ذلك في المجال التعليميّ والصحيّ والاقتصاديّ، إذ يدرس حوالي 60 في المئة من طلاب المدارس الابتدائية في البلاد وأكثر من 40 في المئة من طلاب المدارس الثانوية في البلاد في مدارس كاثوليكية. وتُعد جامعة لوفانيوم الكاثوليكية والتي بنيت من قبل الرهبان اليسوعيين عام 1954 أول جامعة في البلاد. وتدير الكنيسة شبكة واسعة من المستشفيات والعيادات، وكذلك العديد من المؤسسات الاقتصادية، بما في ذلك المزارع والمخازن ومتاجر الحرفيين.
يعود تاريخ الكاثوليكيَّة في البلاد لأول مرة في مملكة الكونغو عام 1491، مع المستكشفين البرتغاليين. حيث أدَّى اعتناق نزينغا مبمبا افونسو المسيحية، والذي حكم مملكة الكونغو من عام 1506 حتى 1542 ودعي باسم الملك ألفونسو الأول، إلى حملة تحديث واسعة في البلاد وكانت من نتائجها تحول سكان المملكة إلى المسيحية. حدث توسع أكبر في انتشار المسيحية تحت الحكم الإستعماري البلجيكي، ولعب المبشرين الكاثوليك دورًا هامًا في نشر التعليم خلال الفترة الإستعمارية وتم تشجيع البعثات التبشيرية المسيحية على العمل في الكونغو كجزء من المهمة الحضارية التي كانت بمثابة مبرر للمشروع الإستعماري للرأي العام الأوروبي. ومع استقلال البلاد حصلت توترات قوية بين الكنيسة والدولة خلال الثمانينات وفي التسعينات من القرن العشرين بسبب الفساد والوحشية وسوء الإدارة وعدم احترام كرامة الإنسان التي انتهجتها الحكومة وفقًا لآراء الكنيسة.

### الكنائس البروتستانتية

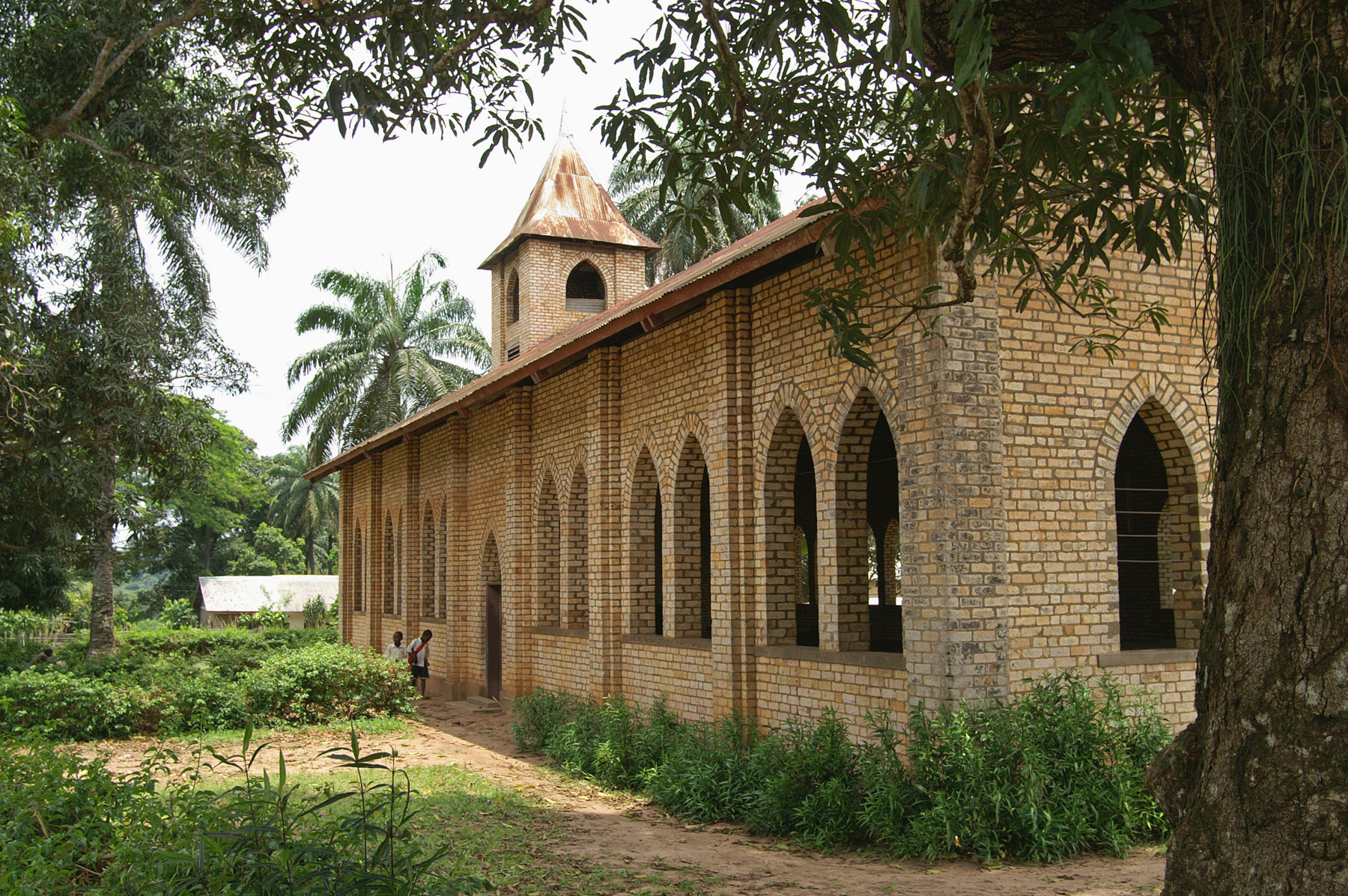
الكنيسة المعمدانية في مدينة فانجا.

يعود أول نشاط للمبشرين البروتستانت في البلاد، منذ عام 1878 عندما تأسست البعثة البروتستانتية الأولى في الكونغو. العلاقات المبكرة بين المبشرين والدولة لم تكن دافئة. أثناء حكم دولة الكونغو الحرة (1885-1908)، قام بعض من المبشرين البروتستانت بنشر وثائق عن الانتهاكات التي كانت تقوم بها الرابطة الدولية في الكونغو ضد السكان المحليين خلال عمليات جمع وبيع العاج والمطاط والمعادن في حوض الكونغو العلوي. وساعدت هذه الأدلة إلى القيام بحملات انتقادات دولية؛ وقد أدى ضغط الرأي العام والمناورات الدبلوماسية إلى نهاية حكم ليوبولد الثاني ملك بلجيكا وإلى ضم الكونغو على أنها مستعمرة بلجيكية، لتعرف باسم الكونغو البلجيكية.
كان موقع الكنائس البروتستانت خارج معادلة الثالوث الإستعماري في الكونغو البلجيكية والذي ضم مؤسسات الدولة، والكنيسة الكاثوليكية، والشركات، وبالتالي لم تتمتع البعثات البروتستانتية بدرجة ممثالة من الثقة الممنوحة للكنيسة الكاثوليكية. يظهر ذلك من خلال الدعم الحكومي للمستشفيات والمدارس، إذ خصصت حكومة الكونغو البلجيكية أموال ومساعدات بشكل حصريا للمؤسسات الكاثوليكية حتى بعد الحرب العالمية الثانية.
عند استقلال البلاد في عام 1960، كانت تعمل حوالي ستة وأربعين جماعة تبشيريَّة بروتستانتيَّة في البلاد، الغالبية من هذه الجماعات كانت أمريكية شمالية، وبريطانية، أو إسكندنافية في الأصل. توحدت هذه الجماعات التبشيرية وقامت ببناء مؤسسات تخدم الاحتياجات المشتركة، مثل المكتبات التبشيرية وبيوت الضيافة. عند استقلال جمهورية الكونغو الديمقراطية سيطرت على علم التبشير الكنسي صياغة لاهوت أفريقي يحقق تطلعات الاندماج الثقافي والتأقلم، وبدأت عمليّة أفرقة القيادات الكنسيّة والفلسفيَّة وحركة التبشير الكنسي في البلاد، ولاسيّما خلال مرحلة ما بعد الإستعمار. وتدير الكنائس البروتستانتية شبكة واسعة من المدارس والمستشفيات والعيادات، وكذلك العديد من المؤسسات الاقتصادية إلى جانب القنوات التلفزيونية القوية.

### كيمبانجويسم

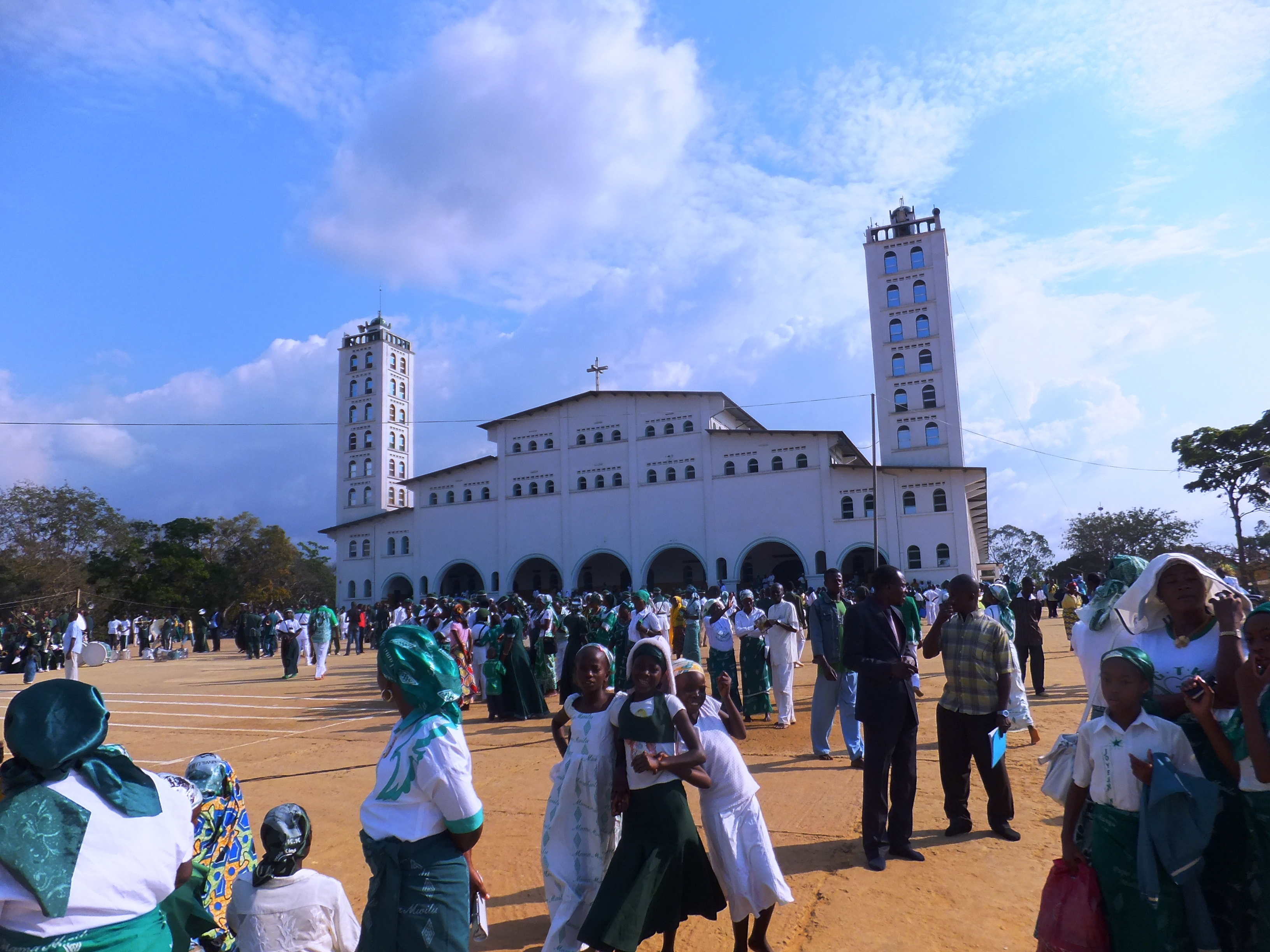
نكامبا معقل جماعة الكيمبانجويسم.

كيمبانجويسم هي حركة دينية مسيحية جديدة مَعروفة باسم كنيسة يسوع المسيح على الأرض تأسست من قبل سيمون كيمبانجو في حقبة الكونغو البلجيكية في عام 1921. وهي تعتبر فرعًا من المسيحية الأفريقية، وتضم الكنيسة على حوالي 22.5 مليون من الأتباع ومقرها في نكامبا في جمهورية الكونغو الديمقراطية. وتُعرف المدينة باسم «القدس الجديدة»، وتشير التقديرات إلى أن ما بين 5% إلى 10% من سكان جمهورية الكونغو الديمقراطية هم أتباع هذا المذهب. وتمارس الجماعة عقيدة كانت في كثير من الأحيان أكثر صرامة من العقيدة البروتستانتية التي تطورت منها، وتلتزم بالتقيد الصارم لشريعة موسى؛ وتنادي بتدمير الأوثان ومحاربة الشعوذة والسحرة؛ وحظر تعدد الزوجات.
مع استقلال البلاد أصبحت الكنيسة واحدة من المجموعات المسيحية الثلاثة الوحيدة المعترف بها من قبل الدولة، إلى الكنيسة الرومانية الكاثوليكية وكنيسة المسيح البروتستانتية في الكونغو. وأصبحت كنيسة كيمبانجويسم عضوًا في مجلس الكنائس العالمي منذ عام 1969. وتختلف تقديرات عضويتها وفقًا للمصدر. وتنتشر التجمعات الفردية في معظم أنحاء البلاد، ولكن التجمعات الأكبر كانت دائمًا في الكونغو السفلى؛ والتي تضم على بعض القرى والتي يسكنها أتباع كنيسة كيمبانجويسم منذ فترة طويلة بشكل حصريّ. ومنذ أنَّ تم تقنين المذهب، عمل أتباع المذهب كيمبانجويسم لكسب الدولة إلى جانبهم. ويتبادل رئيس الكنيسة، نجل سيمون كيمبانجو، بانتظام الثناء العام مع موبوتو سيسي سيكو وأصبح لاحقاً أحد الدعائم الإيديولوجية الرئيسية للدولة. من الناحية الهيكلية، تم تغيير تنظيم الكنيسة ليوازي التقسيم الإداري للدولة للمناطق الرئيسية والفرعي.